# Экпома

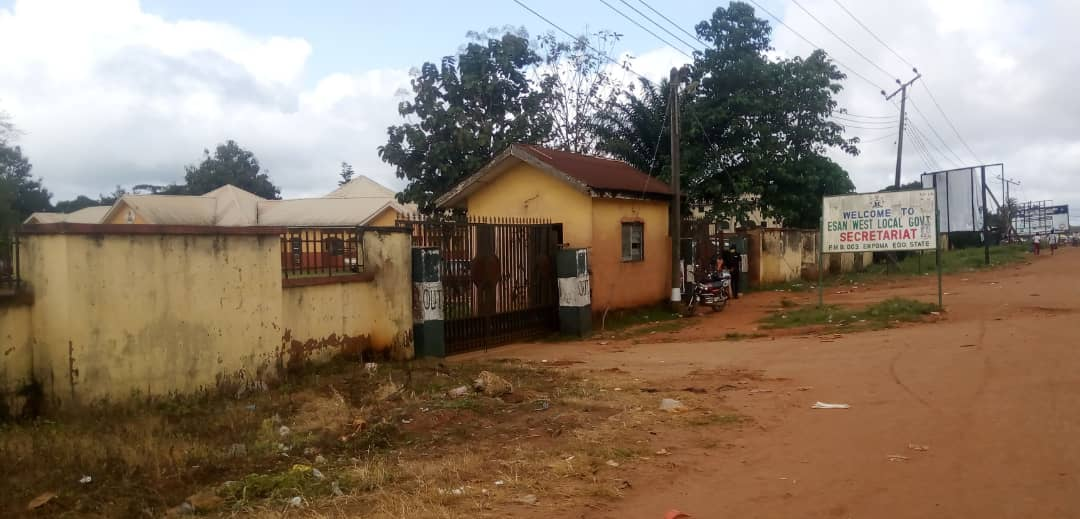

Экпома (англ. Ekpoma) — город на юге Нигерии, на территории штата Эдо. Входит в состав района местного управления Западный Эсан.

## Географическое положение
Город находится в центральной части штата, к западу от реки Нигер, на высоте 332 метров над уровнем моря.
Экпома расположена на расстоянии приблизительно 58 километров к северо-востоку от Бенин-Сити, административного центра штата и на расстоянии 285 километров к юго-юго-западу (SSW) от Абуджи, столицы страны.

## Население
По данным переписи 1991 года численность населения Экпомы составляла 40 382 человек.
Динамика численности населения города по годам:
| 1991   | 2012    |
| ------ | ------- |
| 40 382 | 138 065 |

## Транспорт
Ближайший аэропорт расположен в городе Бенин-Сити.